# 미국의 국방부 장관
미국의 국방장관(영어: United States Secretary of Defense)은 미국 연방 정부의 국방정책을 담당하며, 미국 국방부의 장으로서 미군(육·해·공군·해병대) 및 주 방위군을 통괄하는 행정 장관이다.

## 역사
국방장관은 제2차 세계대전이 끝난 후, 원래 국방을 책임지던 전쟁 장관이 대통령이 직접 관할하던 육군 장관, 해군 장관, 당시 신설된 공군 장관의 세 장관을 통괄·지휘하는 직무를 담당하는 직책으로서 창설되었다.
초대 국방장관인 제임스 포레스탈은 태평양 전쟁 당시에 해군 장관으로서 활약했었는데, 이후 국방장관으로 취임하면서 공군과의 알력에 고심하다가 우울증에 빠져 자살하였다. 후임인 존슨 국방장관도 임무를 견디지 못하였기 때문에, 당시의 대통령인 트루먼은 고육지책으로서 전년도에 국무장관을 퇴임하여 은퇴한 지 얼마 안된 조지 마셜을 제3대 국방장관으로 기용했다. 마셜은 제2차 대전중에 육군참모총장을 맡은 경력이 있는 육군 원수이다. 미국 법률에 따르면 국방장관은 과거 10년간 병역에 있지 않았던 사람만 임용할 수 있기 때문에 이에 저촉되지만(미국의 원수는 종신 현역), 전 국무장관이라고 하는 점과 국방부가 혼란한 상황에 감안하여, 특례로서 상원이 그의 임용을 승인했다. 이 마셜의 지휘 아래 국방성의 조직과 제도가 정돈되어 오늘에 이르고 있다.
척 헤이글은 미국 역사상 유일한 사병 출신 국방장관이다.

## 역대 국방장관
| 순번 | 초상                     | 이름                                | 출신주         | 임기 시작        | 임기 종료        | 당시 대통령               |
| ---- | ------------------------ | ----------------------------------- | -------------- | ---------------- | ---------------- | ------------------------- |
| 1    | 제임스 빈센트 포레스     | 제임스 포레스탈                     | 미네소타주     | 1947년 9월 19일  | 1949년 3월 19일  | 해리 S. 트루먼            |
| 2    | 루이스 아서 존슨         | 루이스 아서 존슨                    | 위스콘신주     | 1949년 3월 28일  | 1950년 9월 19일  | 해리 S. 트루먼            |
| 3    | 조지 마셜                | 조지 마셜                           | 조지아주       | 1950년 9월 19일  | 1951년 9월 19일  | 해리 S. 트루먼            |
| 4    | 로버트 애버크롬비 러벳   | 로버트 애버크롬비 러벳              | 뉴욕주         | 1951년 9월 19일  | 1953년 1월 19일  | 해리 S. 트루먼            |
| 5    | 찰스 어윈 윌슨           | 찰스 어윈 윌슨                      | 알래스카주     | 1953년 1월 19일  | 1957년 10월 8일  | 드와이트 D. 아이젠하워    |
| 6    | 닐 호슬러 매켈로이       | 닐 호슬러 매켈로이                  | 오하이오주     | 1957년 10월 9일  | 1959년 12월 1일  | 드와이트 D. 아이젠하워    |
| 7    | 토머스 소버린 게이츠     | 토머스 소버린 게이츠                | 펜실베이니아주 | 1959년 12월 2일  | 1961년 1월 20일  | 드와이트 D. 아이젠하워    |
| 8    | 로버트 맥나마라          | 로버트 맥나마라                     | 미시간주       | 1961년 1월 21일  | 1968년 2월 29일  | 존 F. 케네디 린든 B. 존슨 |
| 9    | 클라크 매캐덤스 클리퍼드 | 클라크 클리퍼드                     | 캔자스주       | 1968년 3월 1일   | 1969년 1월 20일  | 린든 B. 존슨              |
| 10   | 멜빈 로버트 레어드       | 멜빈 레어드                         | 위스콘신주     | 1969년 1월 22일  | 1973년 1월 29일  | 리처드 닉슨               |
| 11   | 엘리엇 리처드슨          | 엘리엇 리처드슨                     | 매사추세츠주   | 1973년 1월 30일  | 1973년 5월 24일  | 리처드 닉슨               |
| 12   | 제임스 로드니 슐레진저   | 제임스 로드니 슐레진저              | 버지니아주     | 1973년 7월 2일   | 1975년 11월 19일 | 리처드 닉슨, 제럴드 포드  |
| 13   | 도널드 헨리 럼즈펠드     | 도널드 럼즈펠드                     | 일리노이주     | 1975년 11월 20일 | 1977년 1월 20일  | 제럴드 포드               |
| 14   | 해럴드 브라운            | 해럴드 브라운                       | 캘리포니아주   | 1977년 1월 21일  | 1981년 1월 20일  | 지미 카터                 |
| 15   | 캐스퍼 와인버거          | 캐스퍼 와인버거                     | 캘리포니아주   | 1981년 1월 21일  | 1987년 11월 23일 | 로널드 레이건             |
| 16   | 프랭크 칼루치            | 프랭크 칼루치                       | 펜실베이니아주 | 1987년 11월 23일 | 1989년 1월 20일  | 로널드 레이건             |
| -    |                          | 윌리엄 하워드 태프트 4세 (직무대행) | 버지니아주     | 1989년 1월 20일  | 1989년 3월 20일  | 조지 H. W. 부시           |
| 17   | 딕 체니                  | 딕 체니                             | 네브래스카주   | 1989년 3월 21일  | 1993년 1월 20일  | 조지 H. W. 부시           |
| 18   | 레스 애스핀              | 레스 애스핀                         | 위스콘신주     | 1993년 1월 20일  | 1994년 2월 3일   | 빌 클린턴                 |
| 19   | 윌리엄 제임스 페리       | 윌리엄 페리                         | 펜실베이니아주 | 1994년 2월 3일   | 1997년 1월 24일  | 빌 클린턴                 |
| 20   | 윌리엄 세바스천 코언     | 윌리엄 코언                         | 메인주         | 1997년 1월 24일  | 2001년 1월 20일  | 빌 클린턴                 |
| 21   | 도널드 헨리 럼즈펠드     | 도널드 럼즈펠드                     | 일리노이주     | 2001년 1월 20일  | 2006년 12월 18일 | 조지 부시                 |
| 22   | 로버트 마이클 게이츠     | 로버트 마이클 게이츠                | 캔자스주       | 2006년 12월 18일 | 2011년 7월 1일   | 조지 부시, 버락 오바마    |
| 23   | 리언 파네타              | 리언 패네타                         | 캘리포니아주   | 2011년 7월 1일   | 2013년 2월 27일  | 버락 오바마               |
| 24   | 척 헤이글                | 척 헤이글                           | 네브래스카주   | 2013년 2월 27일  | 2015년 2월 17일  | 버락 오바마               |
| 25   | 애슈턴 카터              | 애슈턴 카터                         | 매사추세츠주   | 2015년 2월 17일  | 2017년 1월 20일  | 버락 오바마               |
| 26   | 제임스 매티스            | 제임스 매티스                       | 워싱턴주       | 2017년 1월 20일  | 2018년 12월 31일 | 도널드 트럼프             |
| -    | 패트릭 섀너핸            | 패트릭 M. 섀너핸 (직무대행)         | 워싱턴주       | 2019년 1월 1일   | 2019년 6월 23일  | 도널드 트럼프             |
| -    | 마크 에스퍼              | 마크 에스퍼 (직무대행)              | 펜실베이니아주 | 2019년 6월 24일  | 2019년 7월 14일  | 도널드 트럼프             |
| -    | 리처드 스펜서            | 리처드 V. 스펜서 (직무대행)         | 코네티컷주     | 2019년 7월 15일  | 2019년 7월 23일  | 도널드 트럼프             |
| 27   | 마크 에스퍼              | 마크 에스퍼                         | 펜실베이니아주 | 2019년 7월 23일  | 2020년 11월 9일  | 도널드 트럼프             |
| -    | 크리스토퍼 밀러          | 크리스토퍼 밀러 (직무대행)          | 위스콘신주     | 2020년 11월 9일  | 2021년 1월 20일  | 도널드 트럼프             |
| -    | 데이비드 노키스트        | 데이비드 노키스트 (직무대행)        | 매사추세츠주   | 2021년 1월 20일  | 2021년 1월 22일  | 조 바이든                 |
| 28   | 로이드 오스틴            | 로이드 오스틴                       | 조지아         | 2021년 1월 22일  | 2025년 1월 20일  | 조 바이든                 |
| 29   | 피트 헤그세스            | 피트 헤그세스                       | 테네시         | 2025년 1월 25일  |                  | 도널드 트럼프             |

## 참고 문헌
- (영어)“국방부 장관 연혁”. 《미국 국방부》. 2002년 9월 3일에 확인함.
- (영어)“Executive Order: Providing An Order of Succession Within the Department of Defense”. 《미국 백악관》. 2005년 12월 22일에 확인함.
- (영어)“국방부 조직 구조”. 《미국 국방부》. 2007년 1월 29일에 원본 문서에서 보존된 문서. 2006년 11월 13일에 확인함.

## 같이 보기
- 미국 국방부 장관실